# Stipa majalis
Stipa majalis är en gräsart som beskrevs av Michail Klokov. Stipa majalis ingår i släktet fjädergrässläktet, och familjen gräs. Inga underarter finns listade i Catalogue of Life.